# Toscana andata e ritorno
Toscana andata e ritorno (Einmal Toskana und zurück) è un film per la televisione del 2008.

## Descrizione
Il film TV è di produzione tedesca, ma è stato girato in parte a Monaco di Baviera e in parte in Toscana. Il titolo originale è Einmal Toskana und zurück. L'edizione italiana è stata trasmessa in prima visione su Rai Uno lunedì 5 aprile 2010 alle ore 17.15, in occasione della festività del Lunedì dell'Angelo.
La regia è di Imogen Kimmel, e gli attori protagonisti sono Sabine Postel nel ruolo di Juliane Steigelmann, e Peter Sattmann nel ruolo di Max Steigelmann.